# Разжевайкин, Валерий Николаевич
Валерий Николаевич Разжевайкин (род. 22 декабря 1954, Москва) — советский и российский учёный в области математического моделирования, доктор физико-математических наук (1992), сотрудник Вычислительного центра Академии наук, профессор МФТИ.

## Биография
В 1972 году окончил среднюю физико-математическую школу № 2 и поступил в МФТИ на факультет управления и прикладной математики (ФУПМ). В 1978 году завершил обучение в институте.
В 1981 году защитил диссертацию на соискание учёной степени кандидата физико-математических наук по теме «Нелинейные волны в моделях пространственно распределённых экосистем».
С 1982 года работает в Вычислительном центре Академии наук.
С 1990 года — член американского математического общества (AMS).
В 1992 году защитил защитил диссертацию на соискание учёной степени доктора физико-математических наук по теме «Устойчивость в моделях структурированных систем с приложениями к задачам биологии».
Автор более 120 научных работ.

## Научная и педагогическая деятельность
Работал в области математической экологии, эпидемиологии и экономики, где выявил ряд задач, связанных с построением и исследованием математических моделей структурированных систем. К ним относятся системы, описывающие процесс эволюционного отбора при неизбежном наличии структуры биологических популяций; системы, реализующие качественные принципы формирования структур в человеческих и природных сообществах под воздействием стрессовых нагрузок корреляционная адаптометрия).
В дальнейшем сосредоточил работу на исследовании систем уравнений типа реакция-диффузия, применяющихся для моделирования пространственных (диссипативных) структур, возникающих в многочисленных природных системах. Предложил концепцию эволюционной оптимальности, обобщил теорему Колмогорова-Петровского-Пискунова об асимптотическом поведении начальной задачи Коши для уравнения теплопроводности (диффузии) с нелинейным источником.
С 2005 года является профессором кафедры анализа систем и решений факультета управления и прикладной математики МФТИ, где ведёт занятия по курсам «Математические модели динамики популяций» и «Модели распределённых биологических систем».

## Основные работы
- Александров Г. А., Арманд А. Д., Белотелов Н. В. и др. Математические модели экосистем. Экологические и демографические последствия ядерной войны. Под ред. А. А. Дородницына. — М.: «Наука», 1986. — 176 с.
- Svirezhev Iu. M., Alexandrov G. A. et al. Ecological and demographic consequences of a nuclear war. — Berlin: Akademie-Verlag, 1987. — 112 p.
- Разжевайкин, В. Н. Диффузионные модели оценок потребительской стоимости природохозяйственных объектов. — М.: ВЦ РАН им. А. А. Дородницына, 2005, 29 с.
- Разжевайкин В. Н. Модели динамики популяций. — М.: ВЦ РАН им. А. А. Дородницына, 2006, 88 с.
- Разжевайкин В. Н. Анализ моделей динамики популяций: учеб. пособие для вузов. — М.: МФТИ, 2010. — 176 с. — ISBN 978-5-7417-0365-6.